# Cruz (Vila Nova de Famalicão)
Cruz ist eine Gemeinde im Norden Portugals.
Cruz gehört zum Kreis Vila Nova de Famalicão im Distrikt Braga, besitzt eine Fläche von 4,1 km² und hat 1.636 Einwohner (Stand: 2001).